# Alice Stewart Ker
Pour les articles homonymes, voir Stewart et Ker.
Alice Stewart Ker ou Alice Jane Shannan Ker (2 décembre 1853 - 20 mars 1943) est une médecin, éducatrice en matière de santé et suffragette britannique. Elle est la 13e femme inscrite au registre de la British Medical Association.

## Biographie
Alice Jane Shannan Ker est née le 2 décembre 1853 à Deskford, dans le Banffshire en Écosse. Elle est l'aînée des neuf enfants de Margaret Millar Stevenson (1826-1900), fille de James Cochran Stevenson, député libéral de South Shields et de William Turnbull Ker (1824-1885), pasteur de l'Église presbytérienne libre,. À l'âge de 18 ans, elle s'installe à Édimbourg pour intégrer une Classe universitaire pour femmes où elle étudie l'anatomie et la physiologie. Là, elle rencontre Sophia Jex-Blake, qui fait campagne pour que l’université attribue des diplômes de médecine aux femmes. Lorsque la requête de Jex-Blake est rejetée par l'université, Ker quitte Édimbourg pour faire sa formation de médecin à Londres, à la London School of Medicine for Women. Elle obtient son diplôme de médecin au Royal College of Physicians of Ireland (en). Ker poursuit ensuite ses études pendant un an à Boston et à Berne, en Suisse, financées par ses tantes militantes Flora Stevenson (en) et Louisa Stevenson (en). En 1879, elle est la 13e femme à être enregistrée comme médecin en Grande-Bretagne. 
Elle travaille comme chirurgienne à l’hôpital pour enfants de Birmingham, où elle est devenue médecin généraliste à Leeds. En 1887, elle revient à Édimbourg en tant que médecin indépendante et passe les examens conjoints du Royal College of Surgeons of Edinburgh (en), devenant l'une des deux femmes à les passer cette année-là. Elle épouse son cousin Edward Stewart Ker (1839-1907) en 1888 et ils s'installent à Birkinhead. Ensemble, ils ont trois enfants, un fils (né en 1889) qui meurt à l'âge de 18 mois puis deux filles, Margaret Louise (née en 1892) et Mary Dunlop (née en 1896),. Son cabinet à Birkenhead est l'un des deux seuls tenus par une femme dans la région. C’est une réussite et elle remplit de nombreuses autres fonctions en tant que médecin auprès du personnel féminin travaillant au bureau de poste, ainsi qu'en tant que médecin honoraire à l'hôpital Wirral pour enfants malades, au Wirral Lying-In, au centre médical de Birkenhead et dans les écoles libres calédoniennes de Liverpool,. Elle donne également des conférences et des cours aux femmes de la classe ouvrière de Manchester sur des thèmes tels que la sexualité, le contrôle des naissances et la maternité. Ces conférences sont compilées en 1891 dans l’ouvrage Motherhood: A Book for Every Woman. 
En 1893, Ker s'associe à la Birkenhead and Wirral Women's Suffrage Society. Après la mort de son mari en 1907, son intérêt pour le suffrage des femmes se retrouve être une priorité croissante pour elle. Elle devient présidente de la Société locale pour le suffrage féminin, mais les trouvant trop modérées, elle rejoint en 1907 la section de Liverpool de l'Union sociale et politique des femmes, plus progressiste. En mars 1912, elle est emprisonnée après avoir été parmi les 200 femmes brisant les vitres du grand magasin Harrods, une action organisée par la WSPU. Elle est nourrie de force alors qu'elle se trouve dans la prison de Holloway. Elle finit par être relâchée à cause de son état de santé avant la fin de sa peine de deux mois,. En prison, elle écrit des poèmes en contribuant à Holloway Jingles, un recueil publié par la branche de Glasgow de l'Union. Ker travaillae toujours en tant que médecin mais on lui demande de quitter l'hôpital. Elle s'installe à Liverpool en 1914, puis à Londres en 1916. 
Elle rejoint la Ligue internationale des femmes pour la paix et la liberté et adopte une ligne pacifiste pendant la Première Guerre mondiale. Elle travaille à Londres jusqu'à et pendant la Seconde Guerre mondiale. 
Ker est végétarienne et anti-vivisection. Elle meurt à Londres le 20 mars 1943.